# Diplacodes trivialis
Diplacodes trivialis là một loài chuồn chuồn ngô thuộc họ Libellulidae. Loài này phân bố rộng rãi và thường gặp tại các ao hồ, đầm, kênh mương thủy lợi, ruộng lúa... và là loài được quan tâm ở mức tối thiểu. Nó là loài bản địa ở Australia; Bangladesh; Brunei Darussalam; Campuchia; Trung Quốc (Phúc Kiến, Quảng Đông, Hải Nam, Vân Nam, Quảng Tây); Fiji; Hồng Kông; Ấn Độ; Indonesia; Nhật Bản; Lào; Malaysia; Myanmar; Nepal; Papua New Guinea; Philippines; Seychelles; Singapore; Quần đảo Solomon; Sri Lanka; Đài Loan; Thái Lan; Đông Timor; Việt Nam.
Loài này có sải cánh dài 4–6 cm, ấu trùng dài 13–14 mm. Con đực có mình màu xanh lam đến xanh lam- xám với đuôi và mắt màu đen, con cái có mình màu xanh lục với những mảng màu đen trên đuôi, mắt màu xanh lục và màu đỏ.

## Hình ảnh

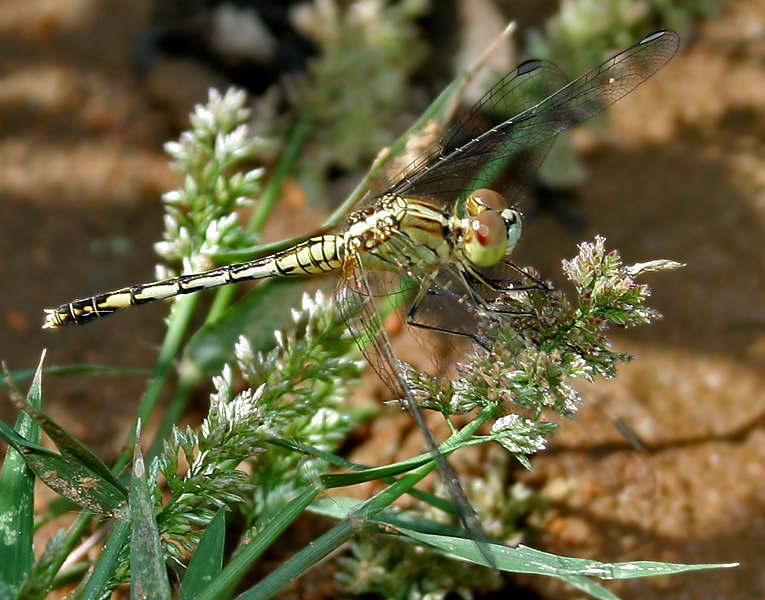
Con cái
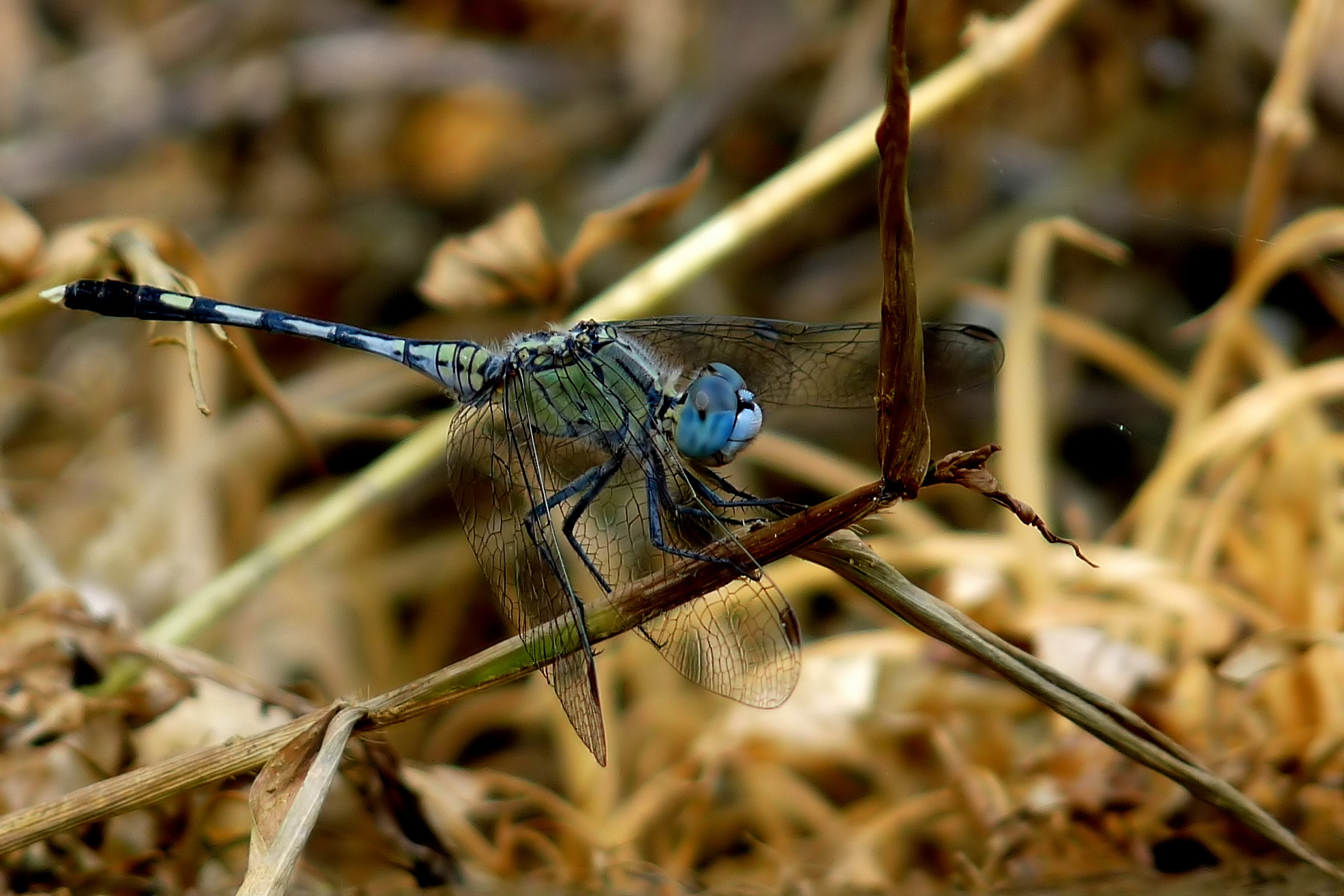
Con đực